# شاطئ السواني
يقع شاطئ السواني على بعد سبع كيلومترات من مدينة امزورن وبدأ الشاطئ قبلة للسياح المحليين والاجانب منذ سبعينات . الشاطئ يعد أطول شاطئ بإقليم الحسيمة كما تتواجد على مقربة منه غابة من الاشجار الكثيفة التي توفر تنوعا من المناظر الطبيعية ذات جودة فريدة والتي تستهوي محبي الطبيعة والبحار. و هو اقرب إلى مدينة إمزورن.
شاطئ السواني يمتد من مصب واد غيس وحتى وادي نيكور المنطقة التي تحوي الرمال الخليجية السوداء و هو قريب من جزيرة الحسيمة (مستعمرة إسبانية) والتي تستقطب السياح من كل مكان وهو ما جعله واحد من ابرز الاماكن السياحية بمدينة الحسيمة شمال شرق المغرب.